# Pablo Gabriel García Pérez
Pablo Gabriel García Pérez, más conocido como "El Canario" García (Pando, Uruguay, 11 de mayo de 1977), es un exfutbolista y entrenador uruguayo que jugaba de mediocampista. Actualmente dirige al Atromitos de Atenas de la Super Liga de Grecia.

## Biografía
Se inicia en el mundo del fútbol profesional con 16 años en Montevideo Wanderers. Tras tres años dio el salto a Europa, representado por Francisco “Paco” Casal. Primero recaló en el Atlético de Madrid, aunque en la segunda vuelta de la temporada 1997-98 sería cedido al Real Valladolid donde no llegaría a debutar. Luego en 1998 fue cedido 6 meses al Peñarol de su país natal y posteriormente, fue cedido al AC Milan, aunque sólo vistió la camiseta rossonera en cinco ocasiones. Fue cedido al Venecia, hasta que Osasuna puso su vista en él, y volvió a recalar en España. Tras varias temporadas muy fructíferas para el uruguayo, fichó por el Real Madrid en 2005, a cambio de 5 millones de euros.
El 30 de agosto de 2006 fichó por el Celta de Vigo en préstamo con opción de compra, aunque a final de temporada regresa al Real Madrid, solo para volver a ser cedido al Real Murcia.
El 10 de julio de 2008 expiró su contrato con el Real Madrid, el 23 de julio se une al PAOK FC de Grecia donde se convirtió en un importante activo para la escuadra helena.
Por no contar con un papel principal en el Athletic Club Skoda Xanthi, el 10 de febrero de 2014 abandona el club a pesar de tener contrato hasta diciembre de 2014, después de jugar tres partidos.
En un comunicado emitido en la página del Club, agradeció la oportunidad de haber pertenecido al club y de haberle dejado jugar al fútbol, al entrenador y a sus compañeros a la vez que les deseó suerte para que logren los objetivos que se han puesto.

### Retirada deportiva y años posteriores
En sus casi 20 años de carrera Pablo García transcurrió por un total de 12 clubes, cosechando sus más importantes éxitos en territorio griego con el PAOK de Salónica, donde es uno de los jugadores más queridos de su historia; incluso para homenajearlo los hinchas del club bautizaron con el nombre de "Pablo García" a la calle donde se encuentra la sede de los seguidores del PAOK.
Tras su retirada como futbolista permaneció vinculado a este equipo como entrenador de la sub-19 durante cuatro años, para luego replicar este cargo en el plantel de Primera.
Como entrenador del plantel principal del PAOK FC logró conquistar la Copa de Grecia ante el campeón vigente Olympiakos en mayo de 2021, luego de dos años sin que el club consiguiera el máximo título griego.

## Selección nacional
Su participación en la Selección de Uruguay comienza a nivel Sub-20 obteniendo el subcampeonato del mundo en esta categoría en el Mundial de Malasia del año 1997, referente desde esta categoría fue uno de los jugadores más carismáticos y de los más representativos con la camiseta celeste al punto de haber tenido el capitanato de dicha Selección. Tras la Copa América 2007 que tuvo sede en Venezuela el canario abandona la selección.
Ha sido internacional con la selección de fútbol de Uruguay, ha jugado 66 partidos internacionales y ha anotado 3 goles.

### Participaciones en Copas del Mundo
| Mundial              | Sede                  | Resultado    |
| -------------------- | --------------------- | ------------ |
| Copa Mundial de 2002 | Corea del Sur y Japón | Primera fase |

Copa Mundial de Fútbol Sub-20 1997 (Malasia)
Subcampeón Mundial.

### Participaciones internacionales
| Torneo                    | Sede           | Resultado  |
| ------------------------- | -------------- | ---------- |
| Copa Confederaciones 1997 | Arabia Saudita | 4° puesto  |
| Copa América 1999         | Paraguay       | Subcampeón |
| Copa América 2007         | Venezuela      | 4° puesto  |

## Clubes

### Como jugador
| Club                     | País    | Año       | Partidos | Goles | Asistencias | Prom. G-A |
| ------------------------ | ------- | --------- | -------- | ----- | ----------- | --------- |
| Wanderers                | Uruguay | 1996-1997 | 35       | 1     | ?           | 0,02      |
| Atlético de Madrid B     | España  | 1997      | 0        | 0     | 0           | 0,00      |
| Peñarol (préstamo)       | Uruguay | 1998      | 9        | 0     | 0           | 0,00      |
| Atlético de Madrid B     | España  | 1998-2000 | 38       | 2     | ?           | 0,05      |
| Atlético de Madrid       | España  | 1999      | 2        | 0     | 0           | 0,00      |
| Milan                    | Italia  | 2000-2001 | 6        | 0     | 0           | 0,00      |
| Venezia (préstamo)       | Italia  | 2001-2002 | 14       | 0     | 0           | 0,00      |
| Osasuna                  | España  | 2002-2005 | 79       | 6     | 1           | 0,08      |
| Real Madrid              | España  | 2005-2006 | 26       | 0     | 0           | 0,00      |
| Celta de Vigo (préstamo) | España  | 2006-2007 | 19       | 0     | 0           | 0,00      |
| Real Murcia (préstamo)   | España  | 2007-2008 | 21       | 0     | 2           | 0,09      |
| PAOK Salónica            | Grecia  | 2008-2014 | 153      | 6     | 15          | 0,13      |
| Skoda Xanthi             | Grecia  | 2014      | 3        | 0     | 0           | 0,00      |
| Total                    |         |           | 405      | 15    | 18          | 0,08      |

### Como entrenador
- Datos actualizados al último partido dirigido el 22 de mayo de 2021.

| Club                   | País   | Año       | Dirigidos | Ganados | Empatados | Perdidos | Rendimiento |
| ---------------------- | ------ | --------- | --------- | ------- | --------- | -------- | ----------- |
| Academia PAOK (Sub-19) | Grecia | 2016-2020 | 85        | 71      | 11        | 3        | 87.84%      |
| PAOK Salónica          | Grecia | 2020-2021 | 42        | 23      | 9         | 10       | 61.9%       |
| Total                  | Total  | Total     | 127       | 94      | 20        | 13       | 79.27%      |

## Palmarés

### Como entrenador

#### Campeonatos nacionales
| Título         | Club                   | País   | Año  |
| -------------- | ---------------------- | ------ | ---- |
| Copa de Grecia | PAOK de Salónica F. C. | Grecia | 2021 |